# Adonxs
Adonxs (prononcer "Adonis", əˈdɒnɪs), de son vrai nom Adam Pavlovčin, est un auteur-compositeur-interprète, danseur et mannequin slovaque né le 13 septembre 1995 à Myjava en Slovaquie.
Il représente la Tchéquie au Concours Eurovision de la chanson 2025 à Bâle en Suisse, avec la chanson Kiss Kiss Goodbye.

## Jeunesse
Adam Pavlovčin naît le 13 septembre 1995 à Myjava en Slovaquie, et grandit à Senica. Il commence à s'intéresser au chant et à la danse dès son enfance, inspirée par sa sœur aînée Radka. Ainsi, il rejoint une troupe de danse et prend des cours de chant et de piano. Cependant, à la suite de la mue soudaine de sa voix lors de sa puberté, il passe de ténor à basse profonde. Ce changement brutal l'amène à arrêter le chant.
Décidant alors de se concentrer sur la danse, il rejoint des troupes de street dance professionnelles et remporte à cinq reprises le championnat de Slovaquie dans les disciplines de street dance de l'IDO (en), dans les catégories junior et adulte.
À l'âge de quinze ans, il déménage à Bratislava pour aller au Lycée bilingue C.S. Lewis et prend des cours de théâtre pendant cette période. Il signe avec une agence de mannequinat à seize ans.
Il reprend alors goût au chant et déménage à Prague pour recevoir une formation classique par la chanteuse d'opéra Hana Pecková, qui selon lui serait parvenue à lui faire retrouver sa tessiture vocale initiale.

Il vit pendant ce temps en tant qu'artiste indépendant à Prague, avant de partir à Londres pour démarrer une carrière musicale.
Il obtient une licence universitaire à l'Institut britannique et irlandais de musique moderne de Londres, avec les honneurs. Il enchaîne les petits boulots pour réussir à payer ses frais de scolarité et à joindre les deux bouts.
Adonxs, qui a fait son coming out gay à 18 ans, après être «tombé follement amoureux» d'un garçon, décrit ses années à Londres comme une période de «totale libération» et de «découverte de [lui]-même», qui a eu un impact profond sur son écriture, son style personnel ainsi que sa personnalité scénique,.
Il publie sa première chanson, Speechless Boy, à 18 ans, accompagnée d'un clip à petit budget qui lui sert de coming out public.

## Carrière

### 2015 à 2020: chanteur principal du Pace
Au lycée, Adam Pavlovčin fonde avec son camarade de classe Adrián Čermák le groupe Pace. Après leur déménagement à Londres, ils sont rejoints par un guitariste originaire de Monaco et un batteur originaire de Grèce.

Début 2018, le groupe sort son premier EP, intitulé Keeper, une œuvre alternative, principalement de genre pop baroque, avec des éléments d'orchestre symphonique.

Un an plus tard, ils sortent un single intitulé Hunt Me Down, puis en 2020 un autre single intitulé Fallen,.
À cause des restrictions liées à la pandémie de COVID-19, Adonxs retourne à Prague et poursuit une carrière solo en 2021.

### Depuis 2021:SuperStaret carrière solo
En 2021, Adam participe à la septième saison du télé-crochet SuperStar, adaptation binationale tchèque et slovaque de la Nouvelle Star. Il en sort vainqueur, et signe par la suite un contrat avec Warner Music,. L'année suivante, le magazine Forbes Slovaquie le classe parmi les Forbes 30 Under 30.
Le 20 mai, il sort son premier single en solo, Moving On, sous le nom de scène Adonxs (le x se prononce ici comme un i et représente son androgynie), en référence au dieu grec Adonis, dieu de la beauté et du désir. Il publie le 4 juin une version en duo avec la chanteuse helvético-slovaque Celeste Buckingham.
En novembre, il sort son premier album, Age of Adonxs, qui lui vaut de nombreuses récompenses tant en Tchéquie qu'en Slovaquie, comme deux Evropa 2 Music Awards, respectivement dans la catégorie du Meilleur artiste masculin et de la Révélation de l'année.
En 2024, son premier single en slovaque, intitulé Sám, sort.

### 2025: Eurovision
Le 11 décembre 2024, Česká televize annonce Adonxs comme représentant tchèque à l'Eurovision 2025, qui se tient à Bâle en Suisse. Sa chanson, intitulée Kiss Kiss Goodbye, est dévoilée le 7 mars 2025. 
Il participe à la seconde demi-finale du 15 mai 2025, à l'issue de laquelle il est éliminé, n'arrivant pas dans les 10 premiers.  

## Vie privée
Sa mère est la plasticienne Monika Sabo, et son beau-père est Marián Sabo, qui est ambulancier. Il n'a pas de contact avec son père biologique.
Sa sœur aînée, Radka Pavlovčinová (en), actrice et chanteuse, vit tout comme lui à Prague,.

## Discographie

### Album
- 2022: Age of Adonxs

### EP
- 2018: Keeper (en tant que membre de Pace)

### Singles
- 2019 – Hunt Me Down
- 2020 – Fallen
- 2022 – Moving On
- 2022 – Game
- 2022 – Cold Summer
- 2023 – No Common Measure
- 2023 – Overthinker
- 2024 – Sám
- 2024 – Intergalactic Rodeo